# Lijst van golfbanen in Zwitserland
Dit is een lijst van golfbanen in Zwitserland. In 2001 waren er 95 besloten golfclubs in Zwitserland.
| Baan                                      | Plaats            | Holes   | Opmerking                                                     | Opgericht |
| ----------------------------------------- | ----------------- | ------- | ------------------------------------------------------------- | --------- |
| Aargau                                    |                   |         |                                                               |           |
| Entfelden Golf Club                       | Oberentfelden     | 18      |                                                               | 1988      |
| Golfclub Heidental                        | Stüsslingen       | 18      |                                                               | 1998      |
| Golf Rheinfelden                          | Rheinfelden       | 9       | arch. John Chilver-Stainer, Brig                              | 2006      |
| Schinznach Bad Golf Club                  | Schinznach-Bad    | 9       |                                                               | 1929      |
| Appenzell                                 |                   |         |                                                               |           |
| Golfclub Appelzell                        | Gonten            | 18      | arch. John Chilver-Stainer                                    | 1995      |
| Bern                                      |                   |         |                                                               |           |
| Golf Aaretal                              | Kiesen            | 9       | arch. John Chilver-Stainer                                    | 2001      |
| Golf Club Gstaad Saanenland               | Gstaad            | 18      | arch. John Chilver-Stainer                                    | 1962      |
| Interlaken Golf Club                      | Unterseen         | 18      | arch. John Chilver-Stainer                                    | 2003      |
| Golf Limpachtal                           | Aetingen          | 18      |                                                               | 1998/2004 |
| Golf Club Thunersee                       | Thun              | 9       |                                                               | 1997      |
| Golfclub Ybrig                            | Studen            | 18      | arch. John Chilver-Stainer                                    | 1999      |
| Fribourg                                  |                   |         |                                                               |           |
| Blumisburg Golf & Country Club            | Wünnewil          | 18      | Arch. B von Limburger                                         | 1937/1958 |
| Golf de la Gruyère                        | Pont-la-Ville     | 18      |                                                               | 1992      |
| Wallenried Golf & Country Club            | Wallenried        | 18      |                                                               | 1992      |
| Genève                                    |                   |         |                                                               |           |
| Golf Club de Genève                       | Cologny           |         |                                                               | 1972      |
| Glarus                                    |                   |         |                                                               |           |
| Golf Glarnerland                          | Nidfum            |         | openbaar                                                      |           |
| Graubünden                                |                   |         |                                                               |           |
| Golf Club Arosa                           | Arosa             | 18      | arch. John Chilver-Stainer                                    | 1945      |
| Engadine Golf Club                        | Samedan           | 18      |                                                               | 2005      |
| Golf Club Alvaneu Bad                     | Alvaneu           | 18      |                                                               | 1995      |
| Golf Club Davos                           | Davos             | 18      |                                                               | 1905      |
| Golf Klosters                             | Klosters          | 9       |                                                               | 2005      |
| Golfclub Lenzerheide                      | Lenzerheide       | 18      |                                                               | 1951      |
| Sedrun Golf Club                          | Sedrun            | 9       |                                                               | 1992      |
| Golfplatz Sagogn-Schluein                 | Sagogn            | 18      |                                                               | 2009      |
| Jura                                      |                   |         |                                                               |           |
| Les Bois Golf Club                        | Les Bois          | 18      |                                                               | 1988      |
| Bucheggberg Golf Club                     | Aetingen          | 9       |                                                               |           |
| Luzern                                    |                   |         |                                                               |           |
| Golf Fluehli-Soerenberg                   | Flühli            | 9       |                                                               | 1995      |
| Luzern Golf Club                          | Luzern            | 18      |                                                               | 1903      |
| Rastenmoos Golf Club                      | Neuenkirch        | 9       | arch. John Chilver-Stainer                                    | 2000      |
| Sempachersee Golf Club                    | Hildisrieden      | 18      |                                                               | 1994      |
| Neuchâtel                                 |                   |         |                                                               |           |
| Golf & Country Club Neuchâtel             | Saint-Blaise      | 18      |                                                               | 1930/1975 |
| Nidwalden                                 |                   |         |                                                               |           |
| Golf Country and Leisure Club Burgenstock | Ennetburgen       | 9       |                                                               | 1928      |
| Obwalden                                  |                   |         |                                                               |           |
| Golfclub Engelberg                        | Engelberg         | 18      |                                                               |           |
| Sankt Gallen                              |                   |         |                                                               |           |
| Golf Club Bad Ragaz                       | Bad Ragaz         | 9       |                                                               | 1905/1957 |
| Ostschweizerischer Golfclub               | Niederbüren       | 18      |                                                               | 1948      |
| Waldkirch Golfpark                        | Waldkirch         | 36      |                                                               | 1999      |
| Schaffhausen                              |                   |         |                                                               |           |
| Schwyz                                    |                   |         |                                                               |           |
| Golf Club Küssnacht am Rigi               | Küssnacht am Rigi | 18      |                                                               | 1994      |
| Golfclub Nuolen AG                        | Wangen            | 9       |                                                               | 1998      |
| Ybrig Golf Club                           | Euthal            | 18      |                                                               | 1999      |
| Solothurn                                 |                   |         |                                                               |           |
| Weid Hauenstein Golf                      | Hauenstein        | 9       |                                                               | 1996      |
| Wylihof Golf Club                         | Luterbach         | 18      |                                                               | 1993      |
| Thurgau                                   |                   |         |                                                               |           |
| Golf & Countryclub Erlen                  | Erlen             | 18      |                                                               | 1988      |
| Schönenberg Golf & Country Club           | Schönenberg       | 18      |                                                               | 1969      |
| Ticino                                    |                   |         |                                                               |           |
| Golf Club Patriziale Ascona               | Ascona            | 18      |                                                               | 1928      |
| Golf Gerre Losone                         | Losone            | 18      |                                                               | 1999      |
| Lugano Golf Club                          | Magliaso          | 18      |                                                               | 1923      |
| Uri                                       |                   |         |                                                               |           |
| Golfclub Gotthard Realp                   |                   | 9       |                                                               | 1995      |
| Vaud                                      |                   |         |                                                               |           |
| Golf & Country Club de Bonmont            | Chéserex          | 18      |                                                               | 1982      |
| Golf de Lavaux                            | Puidoux-Chexbres  | 18      | arch. John Chilver-Stainer                                    | 1998      |
| Golf Club de Lausanne                     | Lausanne          |         | arch. John Chilver-Stainer                                    | 1921      |
| Golf Club du Domaine Impériale            | Gland             | 18      |                                                               | 1987      |
| Golf Club Domaine du Brésil               | Goumoens-le-Jux   | 9       |                                                               | 1998      |
| Collaux Golf Club                         | Chessel           | 9       |                                                               | ?         |
| Golf Club Montreux                        | Montreux          | 18      |                                                               | 1900      |
| Golf Signal de Bougy Villars              | Bougy-Villars     | 18      | openbaar                                                      | ?         |
| Payerne Golf Club                         | Payerne           | 18      |                                                               | 1996      |
| Villars Golf Club                         | Villars-sur-Ollon | 18      |                                                               | 1922      |
| Vuissens Golf Club                        | Vuissens          | 18      |                                                               | 1998      |
| Wallis                                    |                   |         |                                                               |           |
| Golf Club Crans-sur-Sierre                | Crans s.S.        | 18 + 18 |                                                               | 1906      |
| Golf Club de Sierre                       | Granges           | 9       |                                                               | 1992      |
| Golf Club de Sion                         | Sion              | 18      | arch. John Chilver-Stainer                                    | 1995      |
| Leuk Golf Club                            | Susten            | 18      |                                                               | 2001      |
| Matterhorn Golf Club                      | Zermatt           |         | arch. John Chilver-Stainer                                    | 1991      |
| Riederalp Golf Club                       | Riederalp         | 9       |                                                               | 1985      |
| Source du Rhône Golf Club                 | Obergesteln       | 9       |                                                               | 1999      |
| Verbier Golf Club                         | Verbier           | 18      |                                                               | 1969/1991 |
| Zug                                       |                   |         |                                                               |           |
| Ennetsee Golf Club                        | Rotkreuz          |         | eerste openbare baan, door Migros                             | 1992      |
| Golf Park Holzhäusern                     | Holzhäusern       | 18 + 9  |                                                               |           |
| Zürich                                    |                   |         |                                                               |           |
| Breitenloo Golf Club                      | Oberwil           | 18      | 1964: Donald Harradine & Frank Pennink; 2004: Kurt Rossknecht |           |
| Dolder Golf Club                          | Zürich            | 9       |                                                               | 1907      |
| Swiss Golf Bubikon                        | Bubikon           | 9       |                                                               | 1996      |
| Hittnau-Zürich Golf & Country Club        | Hittnau           | 18      |                                                               | 1964      |
| Kyburg Golf                               | Winterthur        | 18      |                                                               | 2002      |
| Lägern Golfclub                           | Otelfingen        | 18      |                                                               | 2000      |
| Unterengstringen Golf Club                | Unterengstringen  | 9       |                                                               | 1995      |
| Winterberg                                | 9                 |         | 2002                                                          |           |
| Zürich Golf & Country Club                | Zumikon           | 18      |                                                               | 1931      |